# Podocarpus latifolius

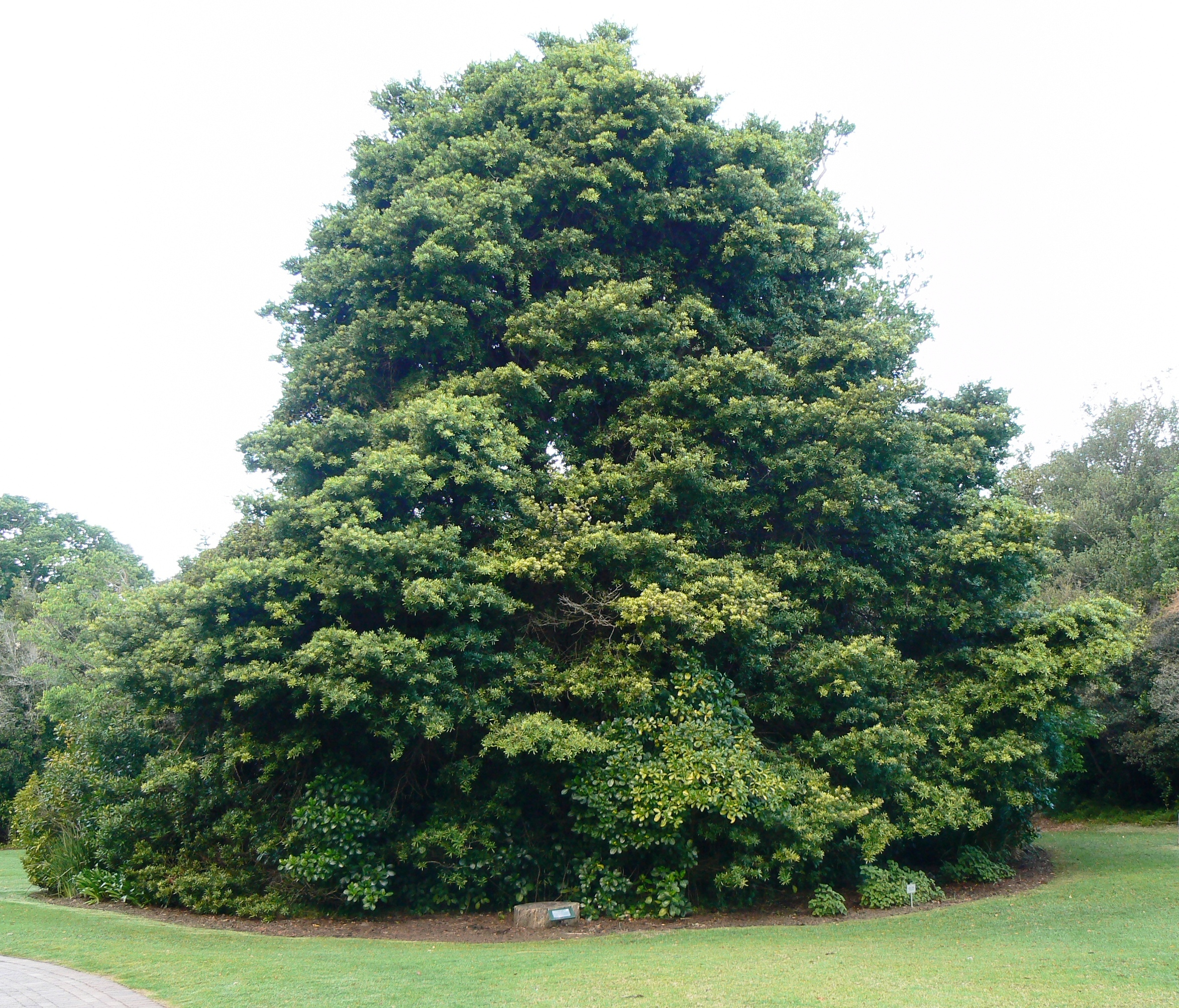
Vista de l'arbre

Podocarpus latifolius és una espècie de conífera de la família Podocarpaceae nadiua d'Àfrica meridional.

## Característiques
És un arbre perennifoli que arriba a mesurar fins a 35 m d'alçada i el seu tronc 3 m de diàmetre. Les fulles tenen forma de tires, de 25-40 mm de longitud, tot i que als arbres madurs són més grans, de fins a 100 mm de longitud, i als arbres joves vigorosos, de 6-12 mm d'ample, amb l'extrem despuntat. Els cons s'assemblen a baies, amb una (rarament dues) 7-11 mm llavors apicals en un 8-14 mm aril rosa porpra; el qual és comestible i dolç. Els cons masculins (de pol·len) mesuren 10-30 mm de llarg.

## Ecologia
És un arbre de creixement lent. La fusta és dura, similar a la del teix, usada per a fer mobles, revestiments, etc. A causa de la sobreexplotació del passat, ara es tala poc.

## Distribució
És natiu de les parts humides del sud i est de Sud-àfrica, de les àrees costaneres de la Província Occidental del Cap a l'est fins a KwaZulu-Natal i al nord fins a la Província de Limpopo. Aquesta espècie ha estat declarada l'arbre nacional de Sud-àfrica.